# Immortal Megamix
Az Immortal Megamix, teljes címén Immortal Megamix: Can You Feel It/Don’t Stop ‘til You Get Enough/Billie Jean/Black or White (Immortal Version) Michael Jackson amerikai énekes Immortal című posztumusz remixalbumának első kislemezeként jelent meg, 2011-ben.

## Háttere és megjelentetése
A Sony Music Entertainment 2011 októberében bejelentette, hogy a Cirque du Soleil Michael Jackson: The Immortal World Tour című műsorának anyaga Immortal címmel meg fog jelenni. Ennek első dala lett az Immortal Megamix, amely Jackson slágerei közül négyből – Can You Feel It, Don’t Stop ‘til You Get Enough, Billie Jean, Black or White – tevődik össze. Az AolMusic október 31-én bemutatta a dal egy rövidebb változatát. A premiert követően a dalt meg lehetett hallgatni a www.michaeljackson.com oldalon és Jackson Facebook oldalán. 2011. november 1-jén a teljes dal letölthetővé vált az iTunes-on és az amazon.com-on az EU-ban, az USA-ban, Új-Zélandon és Ausztráliában.

## Fogadtatása
A dal a kritikusok részéről vegyes fogadtatásban részesült. Scott Shetler, a Popcrash munkatársa így írt róla: „Az eredeti dalokat érintetlenül hagyták ezen a remixen, csak kisebb zenei díszítésekkel látták el, például a Billie Jean alatt felhangzó Michael! Michael! kántálással”, és bár más remixek, például az 1995-ös HIStory: Past, Present and Future albumot megelőző HIStory Megamix jobbak voltak, „Jackson zenei hagyatékából majdnem lehetetlen rossz mixet összehozni”. Bill Lamb az About.com-tól ezt írta: „A megamixben hallható négy dal mindegyike meglepően modernnek és kortársnak hat.” Jillian Mapes a Billboardtól úgy véli, „a dal, bár Jackson-klasszikusoktól szokatlan dobpergéssel kezdődik, mindenkit táncra késztet.”

## Megjelenések
CD Single  Japán Sony Music - none 
1. Immortal Megamix 9:11

- Can You Feel It
- Don’t Stop ‘til You Get Enough
- Billie Jean
- Black or White

## Slágerlista
| Slágerlista (2011)    | Legjobb helyezés |
| --------------------- | ---------------- |
| Ausztrália (ARIA)     | 41               |
| Japán (Japan Hot 100) | 34               |

## Külső hivatkozások
- https://web.archive.org/web/20111105130058/http://immortal.michaeljackson.com/